# 杨晋华
杨晋华（1952年6月19日—），中国著名围棋棋手，天津市出生。11岁学棋，24岁进集训队。1982年定为五段，1986年升为六段，曾经获得1979年全运会个人赛第六名。